# Afonso Caetano
Afonso Caetano (Odiáxere, 1854 - Lagos, 7 de Agosto de 1940) foi um empresário português.

## Biografia

### Nascimento
Afonso Caetano nasceu em 1854 na aldeia de Odiáxere, no concelho de Lagos.

### Carreira empresarial
Foi um dos principais empresários no concelho de Lagos, tendo fundado ou modernizado várias indústrias. Em 1879, fundou uma loja de artigos diversos em Lagos, que ainda se encontrava a laborar no século XX, e, de parceria com o seu filho, João Afonso, e o cunhado Del Rio Neira, tomou posse da Sociedade Industrial de Moagem de Lagos Limitada em 1928, com o intuito de a modernizar. Outros empreendimentos seus incluíram uma fábrica de produção de pregos, e em 1938 possuía um armazém de aguardente, um lagar de azeite, uma fábrica de chaves para abertura de latas de conserva, uma moagem, um depósito de farinha e uma indústria de descasque de arroz. Na área da pesca, o armador Afonso Caetano, Lda., possuiu várias embarcações, como a Mira Rio, Zavial, Pérola de Lagos, Cotovia e Virgem te guie.
Já no final da sua vida, ordenou a florestação de diversos terrenos incultos na Freguesia de Barão de São João, nomeadamente da propriedade intitulada Charrascosa, com 119ha, na qual foi um dos promotores da introdução de eucaliptos em Portugal (séc. XX) e em particular no Algarve.[carece de fontes?]

### Falecimento
Afonso Caetano faleceu na cidade de Lagos, em 7 de Agosto de 1940.

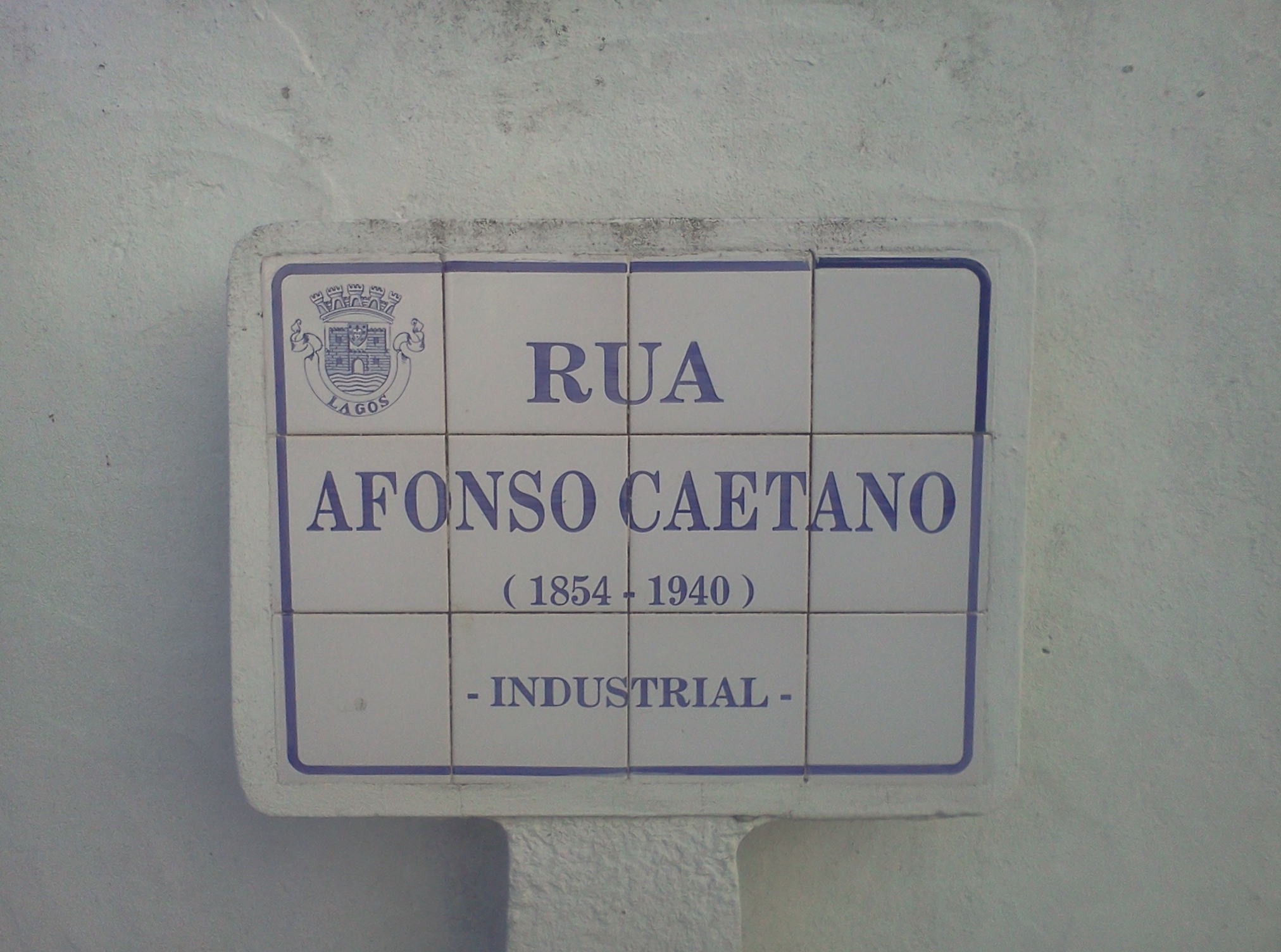
Placa toponímica da Rua Afonso Caetano, na cidade de Lagos.

## Homenagens
A Câmara Municipal de Lagos colocou o seu nome numa rua da antiga Freguesia de São Sebastião.